# Piero Casella
Piero Gonzalo Casella Pacheco (Lima, Perú, 17 de febrero de 1987) es un exfutbolista peruano. Jugaba de volante y tiene 38 años. 

## Clubes
| Club               | País | Año         |
| ------------------ | ---- | ----------- |
| Sporting Cristal B | Perú | 2004        |
| Sporting Cristal   | Perú | 2004 - 2005 |
| Alianza Atlético   | Perú | 2006        |
| Atlético Minero    | Perú | 2007        |
| FBC Melgar         | Perú | 2008        |
| Cobresol FBC       | Perú | 2009 - 2011 |
| Atlético Grau      | Perú | 2012        |
| Sport Boys         | Perú | 2013        |
| Walter Ormeño      | Perú | 2014        |
| Serrato Pacasmayo  | Perú | 2017        |